# Jalón (fiume)
Lo Jalón è un fiume della Spagna settentrionale, uno dei principali affluenti dell'Ebro. È lungo 224 km e drena un ampio bacino di 9.338 km². La portata a Calatayud è di 20,8 m³/s, però è piuttosto irregolare per essere un fiume a regime pluviale mediterraneo.

## Geografia

### Sorgente
Nasce ai piedi della sierra Ministra, dalla Fuente Vieja, situata ai piedi del cerro Monteagudillo, a Benamira, Medinaceli, (provincia di Soria) per la quale scorre incassato fino ad Arcos de Jalón, dove si allarga a favore dei materiali terziari soffici della depressione di Monreal de Ariza, scorrendo già in territorio aragonese.

### Medio corso
In questo settore riceve le acque dei fiumi Nágima e Henar. Ancora una volta si incassa nelle pieghe calcaree di Alhama de Aragón e attraversa con meandri incassati nel paleozoico di Bubierca, del ramo castigliano della cordigliera iberica. In questo tratto riceve i fiumi Monegrillo, Piedra, Mesa e Manubles.
Nella depressione tettonica di Calatayud, e a scapito dei gessi, amplia la valle ed elabora una bella scarpata sul lato sinistro. Riceve qui i fiumi Jiloca, Perejiles e Ribota. Torna a tagliare il paleozoico delle sierras di Algairén e de la Virgen, con meandri ben marcati e incassati.

### Sbocco
Una volta raggiunta la depressione dell'Ebro, riceve le acque dell'Aranda, del Grío e dell'Alpartir, dirigendosi verso Torres de Berrellén, dove sfocia nell'Ebro.

### Luoghi di interesse turistico
Nella valle dello Jalón si trovano tuttora molte case-grotte abitate, soprattutto tra Ricla e Bárboles.